# Pink Floyd (livre)
Ce livre retrace l'histoire du groupe britannique Pink Floyd, les rencontres, les concerts et la publication de leurs albums. Il est émaillé d'anecdotes. Il contient la discographie (CD) et la filmographie officielles du groupe. Une courte bibliographie et des adresses Internet concluent l'ouvrage.